# Volgabus 5285

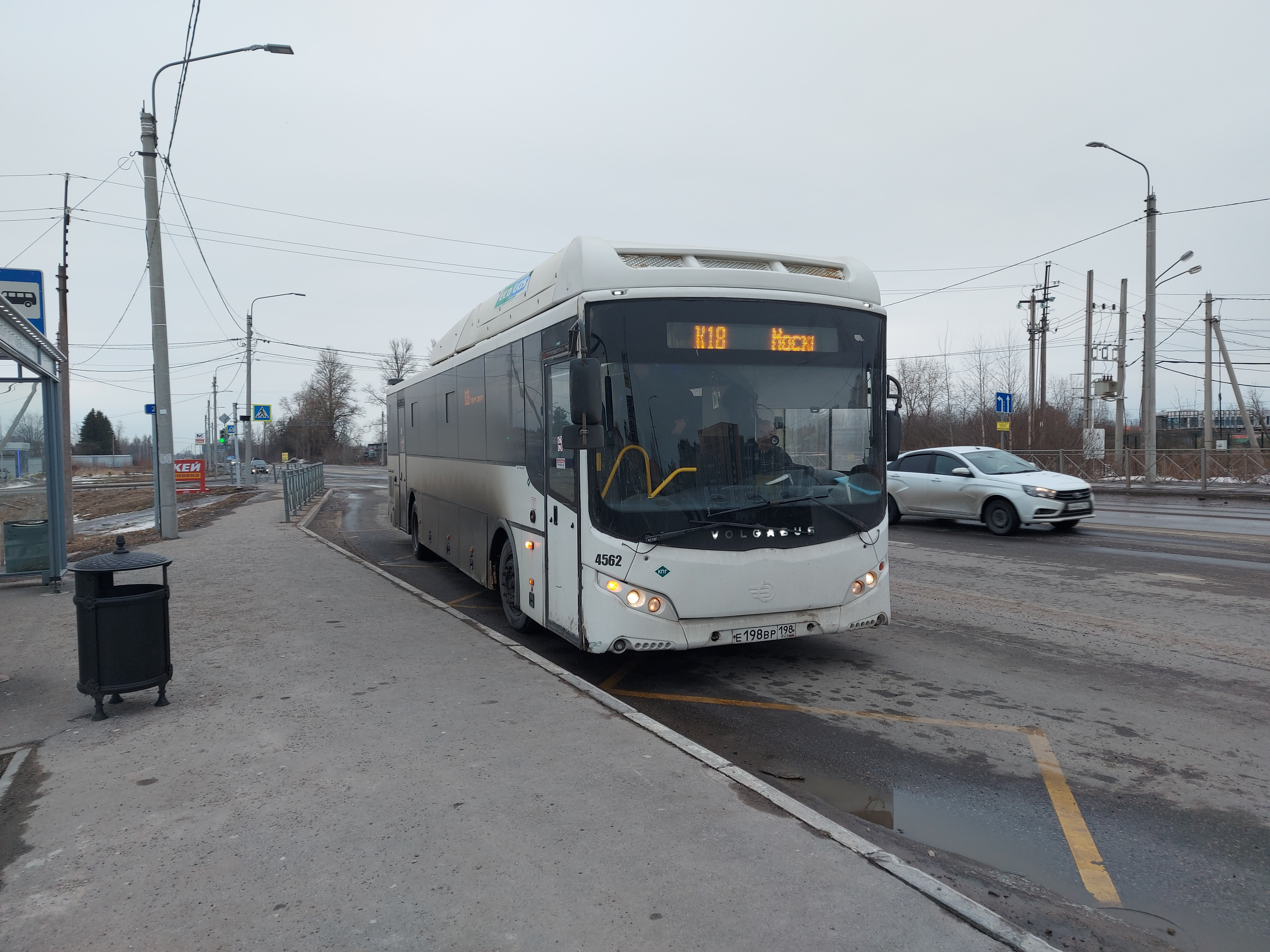
Volgabus-5285.G2 в Ленинградской области

Volgabus-5285 — автобус дальнего следования, представленный в 2012 году автобусным заводом «Volgabus». Разработан на базе автобуса Волжанин-5285.

## Описание
Опытный образец Volgabus-5285 был представлен в 2012 году. Серийный выпуск автобуса начался в 2014 году. Непосредственным предшественником является Волжанин-5285.
Вместимость дорестайлингового Volgabus-5285 «Марафон» составляет 53 места (с лифтом для подъёма колясок — 47). Автобус имеет две автоматические одностворчатые прислонно-сдвижные двери. В движение автобус приводился двигателями мощностью 280—300 л. с. в паре с шестиступенчатой механической трансмиссией.
Осенью 2024 года на мероприятии «ПромЭнергоВолга-2024» был представлен рестайлинговый вариант автобуса Volgabus-5285. Опытный образец оснащён 9,5-литровым двигателем Cummins ISL 9.5 мощностью 383 л. с., в то время как серийные экземпляры оснащены 7,7-литровыми двигателями ЯМЗ-537 мощностью 345 л. с. Двигатели сочетаются в паре с шестиступенчатой механической трансмиссией.

## Модификации
- Volgabus-5285.00 (2012—2018)[8] — модификация с двигателем MAN D2066 LOH37.
- Volgabus-5285.02 «Марафон» (2018—2019)[9] — модификация с двигателем Yuchai YC6L310-50[10]. Название «Марафон» автобус получил в честь марафона Elton Ultra Trail[11].
- Volgabus-5285.05 (он же Volgabus-5285.07) «Дельта 12»[12] или «Эльтон»[13] (2017—2018; с 2024 года)[14] — модификация с двигателями MAN DO836 LOH64 (до рестайлинга), Cummins ISL 9.5 и ЯМЗ-537.
- Volgabus-5285.12 «Серпантин G» (2016)[15][16] — модификация с двигателем Yuchai YC6L280N-52[17].
- Volgabus-5285.D0 «Серпантин D» (2016)[18] — модификация с двигателем Yuchai YC6L310-50[19].
- Volgabus-5285.D2 «Серпантин D» (2017; 2020) — модификация с двигателем Yuchai YC6L310-50[20].
- Volgabus-5285.G2 «Серпантин G»[21][22][23] (2015—2020; с 2024 года)[24] — модификация с двигателем Yuchai YC6L280N-52[25]. В 2024 году обновлённый вариант автобуса был представлен в Санкт-Петербурге на Международном транспортном фестивале «ТранспортФест» параллельно с гибридным автобусом Volgabus-5270LH и электробусом Volgabus-5270E0[26].
- Volgabus-5285.G4 «Серпантин» (c 2024 года)[27] — модификация с двигателем Weichai WP7NG290E51[28][29].